# Красноярское муниципальное образование (Энгельсский район)

Схема расположения в Энгельсском муниципальном районе

Красноя́рское муниципальное образование — сельское поселение в составе Энгельсского муниципального района Саратовской области.
Административный центр — село Красный Яр.

## География
Расположено в северной части Энгельсского муниципального района, у его административной границы с Марксовским муниципальным районом, на берегу Волгоградского водохранилища.
Граничит с Марксовским муниципальным районом (на протяжении 34,5 км), Безымянским муниципальным образованием (на протяжении 23,8 км), Коминтерновским муниципальным образованием (на протяжении 21,9 км) и муниципальным образованием город Энгельс (на протяжении 19,9 км).
Общая площадь муниципального образования составляет 88477 га. Площадь земель с/х назначения 51,4 тыс. га, из них пашни 36,1 тыс.га (23,0 % от площади пашни по району). В сельскохозяйственном производстве занято 8 сельскохозяйственных предприятий, 26 крестьянских (фермерских) хозяйств и 4,8 тыс. личных подсобных хозяйств.
На территории муниципального образования проходит федеральная трасса Р-226 Волгоград — Самара, мостовым переходом Пристанное — Шумейка муниципальное образование связано с Саратовским муниципальным районом.
Общая протяженность внутримуниципальных дорог — 127,9 км, в том числе с твёрдым покрытием — 68,3 км, с грунтовым покрытием — 59,7 км.
По территории муниципального образования протекают реки Берёзовка, Большой Караман, Грязнуха, Катлубень, Каюковка, Подстепная, Саратовка, Сухая Грязнуха. Имеется 6 прудов (Ильясовский, питомной части трудового хозяйства, Сокоровый, Хрищатый, Школьный и пруд № 5).
В границах муниципального образования расположено крупнейшее в Саратовской области Генеральское месторождение пресных подземных вод.

## Население
| 2010    | 2011    | 2012    | 2013    | 2014    | 2015    | 2016    |
| ------- | ------- | ------- | ------- | ------- | ------- | ------- |
| 11 793  | ↘11 770 | ↘11 668 | ↗11 742 | ↗11 758 | ↗11 855 | ↗11 914 |
| 2017    | 2018    | 2019    | 2020    | 2021    |         |         |
| ↘11 910 | ↗11 980 | ↘11 874 | ↘11 846 | ↗12 633 |         |         |

Численность жителей муниципального образования на 1 января 2010 года составила 12 417 человек, проживающих в 4848 домовладениях, в том числе мужского пола — 5809 человек, женского пола — 6608 человек, детей — 2361 ребёнок в 1530 семьях. Трудоспособного населения — 8158 человек (мужчин — 4017, женщин — 4141 человек), работающих — 5149 человек (мужчин — 2712, женщин — 2437).
Число жителей до 18 лет — 2361 (19 % жителей муниципального образования), жителей старше 80 лет — 343 человека (2,8 %).
В 2009 году миграционный прирост составил 147 человек (1,2 % численности жителей муниципального образования).
Русские — 9041 человек (72,8 %), украинцы — 1442 человека (11,6 %), казахи — 499 человек (4,02 %), немцы — 403 человека (3,25 %), мордва — 301 человек (2,42 %), татары — 248 человек (2 %), белорусы — 145 человек (1,17 %), чуваши — 98 человек (0,79 %), чеченцы — 51 человек (0,41 %), молдаване — 33 человека (0,27 %), цыгане — 32 человека (0,26 %), удмурты — 30 человек (0,24 %), азербайджанцы — 14 человек (0,11 %).
Наибольшее число украинцев проживает в селе Генеральское (546 человек, 27,5 % жителей села) и селе Шумейка (503 человека, 35,7 % жителей села).
Наибольшее число казахов проживает в селах Липовка (134 человека, 12,8 % жителей села) и Шумейка — (102 человека, 7,2 % жителей села).
Наибольшее число немцев проживает в селе Шумейка (110 человек, 7,8 % жителей села) и селе Красный Яр (94 человека, 2,8 % жителей села).

## История
В 1835 году в Саратовской губернии был образован Новоузенский уезд, частью которого стал немецкий Красноярский округ с центром в колонии Красный Яр.
В состав округа входили следующие поселения — Красный Яр, Подстепная (Розенгейм), Усть-Караман (Эндерс), Теляуза (Фишер), Нидермонжу, Звонарев Кут (Шталь, Стальский), Луговая Грязнуха (Шульц), Старица (Рейнвальд) и Звонаревка (Шведен, Шведский).
В 1851 году Новоузенский уезд был передан в новообразованную Самарскую губернию, и в 1871 году немецкий Красноярский округ преобразован в Красноярскую волость.
При создании в 1918 году автономной области немцев Поволжья Красноярская волость была включена в состав её Баронского уезда (c июня 1919 года — Марксштадский уезд). Согласно декрету ВЦИК от 17 февраля 1921 г. из Марксштадского уезда был выделен Нижне-Караманский район с центром в селе Красный Яр. Декретом ВЦИК РСФСР от 22 июня 1922 года «Об изменениях в составе Трудовой коммуны немцев Поволжья» Нижне-Караманский район был переименован в Красноярский кантон.
Постановлением ВЦИК от 6 декабря 1927 г. № 124 «Об изменениях в административном делении АССР НП и о присвоении немецким селениям прежних наименований, существовавших до 1914 года» был ликвидирован кантон путём путём передачи сёл: Красный Яр, Подстепное, Звонаревка, Звонарев-Кут и Усть-Караман в Марксштадтский кантон; Старица, Луговая-Грязнуха, Осиновка, Липов-Кут, Липовка и Роледер — в Тонкошуровский.
15 января 1935 г. ЦИК АССР НП принял постановление «О разукрупнении кантонов Немреспублики», а через 3 дня, 18 января 1935 г., было принято Постановление ВЦИК РСФСР «О новой сети районов и кантонов Саратовского края и АССР НП», которым, наряду с другими, был восстановлен Красноярский кантон площадью 0,8 тыс. км², включавший 12 сельсоветов (Альт-Урбахский, Красноярский, Нидермонжуйский, Розенгеймский, Рейнвальдский, Рейнгардтский, Роледерский, Шведский, Шеферский, Штальский, Шульцский, Эндерский).
В сентябре 1941 года после выселения поволжских немцев Красноярский кантон был передан в состав Саратовской области как её Красноярский район.
В июле 1956 года Указом Президиума Верховного Совета РСФСР Красноярский район был упразднен, большая часть сельсоветов была включена в состав Терновского района.
В 1993 году сельсоветы были преобразованы в административные округа Энгельсского района и в 1997 году Энгельсский район был объединён с городом областного подчинения Энгельсом в единое муниципальное образование — объединённое муниципальное образование Энгельсского района (с 2000 года — Энгельсское муниципальное образование).
Красноярское муниципальное образование создано 30 ноября 2005 года в границах Взлётнинского, Генеральского, Красноярского, Ленинского, Липовского и Шумейковского административных округов Энгельсского муниципального образования в соответствии с Законом Саратовской области от 27 декабря 2004 года № 106-ЗСО «О муниципальных образованиях, входящих в состав Энгельсского муниципального района» и наделено статусом сельского поселения.

## Органы местного самоуправления
Высшее должностное лицо — Глава Красноярского муниципального образования — Короткова Юлия Александровна, с сентября 2023 года, возглавляет представительный орган — Красноярский сельский Совет (состоит из 15 депутатов, избираемых на 5 лет).
Красноярский сельский Совет своим решением от 22 марта 2006 года № 37/09 «Об использовании официальной символики Энгельсского муниципального района Саратовской области» решил использовать в качестве официальных символов Красноярского муниципального образования герб и флаг Энгельсского муниципального района.

## Населённые пункты
| №  | Населённый пункт     | Тип населённого пункта       | Население |
| -- | -------------------- | ---------------------------- | --------- |
| 1  | Взлётный             | посёлок                      | ↘1049     |
| 2  | Генеральское         | село                         | ↗2051     |
| 3  | Дом отдыха «Ударник» | посёлок                      | ↘184      |
| 4  | Красный Яр           | село, административный центр | ↘3232     |
| 5  | Ленинское            | село                         | ↗1151     |
| 6  | Липовка              | село                         | ↗1039     |
| 7  | Малая Тополевка      | посёлок                      | ↗118      |
| 8  | Овражный             | посёлок                      | ↗45       |
| 9  | Осиновка             | село                         | ↗492      |
| 10 | Подстепное           | село                         | ↗903      |
| 11 | Старицкое            | село                         | ↗426      |
| 12 | Усть-Караман         | село                         | ↗174      |
| 13 | Шумейка              | село                         | ↗1469     |
| 14 | Ясеновка             | посёлок                      | ↗11       |

## Социальная сфера
В селе Красный Яр работает государственное образовательное учреждение начального профессионального образования «Профессиональный лицей № 46», в котором обучаются 167 человек.
В муниципальном образовании имеются 7 средних общеобразовательных школ (в посёлке Взлетном, селах Генеральское, Красный Яр, Подстепное, Ленинское, Липовка и Шумейка), основная школа в селе Старицкое и начальная школа в селе Усть-Караман, в которых обучаются 1100 школьников.
Детские сады в сёлах Генеральское, Красный Яр, Ленинское и Шумейка (посещают 274 ребёнка).
Детская школа искусств в селе Генеральском.
В составе муниципального учреждения «Энгельсская районная больница» Энгельсского муниципального района работают Осиновская участковая больница (со стационаром на 12 коек), Генеральская и Красноярская врачебные амбулатории, 9 фельдшерско-акушерских пунктов (Взлётный, Ленинское, Малая Тополёвка, Осиновка, Подстепное, Старицкое, Усть-Караман, Овражный, Шумейка).
3 аптечных пункта (Красный Яр, Генеральское, Липовка).
Дома культуры в сёлах Красный Яр, Генеральское и Липовка; 5 домов досуга (Взлетный, Ленинское, Подстепное, Старицкое и Шумейка).
8 библиотек, в том числе 4 смешанных, 2 взрослых и 2 детских (Взлётный, Генеральское, Красный Яр, Ленинское, Липовка, Шумейка).
10 стадионов и спортивных площадок, на которых 759 человек занимаются в 43 спортивных секциях.